# Schouderboktor
De schouderboktor (Oxymirus cursor) is een kever uit de familie van de boktorren (Cerambycidae).

## Beschrijving
De lichaamslengte is ongeveer 1,5 tot 3 centimeter waarmee het een van de grotere kevers is in Nederland en België. Zoals alle boktorren is het achterlijf langwerpig van vorm, bij deze soort is het achterlijf breed en het voorste gedeelte is duidelijk breder dan de rest van het achterlijf waaraan de Nederlandse naam aan te danken is. De poten en antennes zijn sprieterig, de antennes worden ongeveer even lang als het lichaam. De kleur is bruin tot zwart, vooral de mannetjes zijn donkerder terwijl de vrouwtjes over het algemeen lichtere bruine lengtestrepen op de rug hebben, maar een vuistregel is dit niet, er komen ook geheel zwarte vrouwtjes voor.

## Algemeen
De schouderboktor leeft in sparrenbossen, en is te vinden in laaglanden tot bergachtige gebieden. In Europa is de kever te vinden van de Pyreneeën tot in Scandinavië en Rusland, maar is niet overal algemeen. De larven leven in dood hout van vrijwel uitsluitend sparrenbomen, niet in levend hout en zelden in andere boomsoorten. Ze ontwikkelen zich in drie jaar waarna de verpopping plaatsvindt en enige tijd later de kever tevoorschijn komt. De volwassen kevers zijn tussen mei en augustus vooral op zonnige dagen op boomstronken en bloemen te vinden, ze leven van plantensappen als nectar.